# Церква Положення пояса Пресвятої Богородиці (Львів)
Церква Положення Пояса Пресвятої Богородиці належить до Львівської архиєпархії УГКЦ. Знаходиться на перетині вулиць Головатого та Яворницького у Залізничному районі міста Львова, місцевість Сигнівка. Юридична адреса — вул. Головатого, 7-а. Парох: о. Ковалець Іван (прот.)

## Історія
Ініціатором будівництва був отець Степан Гриньків, парох і декан церкви Благовіщення Пресвятої Богородиці у Львові.
Почали зводити тимчасову капличку. На меблевій фабриці «Карпати» зробили хрест. Завезли пам’ятний камінь. Відлили табличку з написом назви храму та закріпили її до каменя. Отець Степан освятив хрест, камінь і весь майданчик.
Перший молебень був відправлений у вересні 1992 року о. Степаном Гриньківим під хрестом, біля пам’ятного каменя. Почали  збирати будівельні матеріали. Жінки вишили хоругви, обруси, рушники, фелони. Закінчував будову каплички отець Іван Ковалець, який зараз є парохом церкви.
13 вересня 1993 року, на празник Положення пояса Пресвятої Богородиці, о. Степан Гриньків та о. Іван Ковалець урочисто освятили капличку. 
14 серпня 1994 року на ділянці при вулиці Головатого відбулося освячення місця під будову церкви. 28 вересня 1994 року закладено перший камінь під фундамент нового храму. Проект забудови розробив архітектор Микола Обідняк.
3 січня 2011 року Високопреосвященний Архієпископ Львівський, Владика Ігор (Возьняк) освятив Ікону Пресвятої Богородиці з цінною реліквією — частиною поясу, що була прикладена до поясу Божої Матері.
28—30 грудня 2012 року у храмі перебували мощі блаженної Йосафати Гордашевської.

## Реліквія
Головною реліквією храму Положення Пояса Пресвятої Богородиці є ікона Пресвятої Богородиці з частиною поясу, що була прикладена до поясу Божої Матері. Цю реліквію передав храму владика УГКЦ Ігор Возняк 3 січня 2011 року.
15 листопада 2009 року владика Ігор відвідав українську громаду міста Прато (Італія). Під час відвідин міста владика Ігор молився акафіст до Богородиці перед реліквією — поясом Пречистої Діви Марії у співслужінні Монс. Ґастоне Сімоні, Єпископа Прато, о. Володимира Волошина, капелана українських громад Прато і Флоренції та о. Володимира Війтовича, священика львівської парафії Положення Пояса Пресвятої Богородиці. По завершенні Богослужіння місцевий єпископ Гастоне Сімоні подарував два малі пояси, які доторкнулись до пояса Богородиці. Ці дві реліквії владика Ігор (Возьняк) привіз в Україну, один з них є у церкві Положення пояса Пресвятої Богородиці, що у Львові, а другий — у церкві села Лісок, що біля Яворова.
 Частинка дублікату Пояса Пресвятої Богородиці, що прикладалась до оригіналу, подарована у місті Прато, Італія (в катедральному храмі якого зберігається оригінал поясу) в листопаді 2009 року хору «Надія» під тодішнім керівництвом Юрія Антківа під час відвідин міст Тоскани і після виконання хором акафіста до Пресвятої Богородиці (авторства Ю. Антківа) у співслужінні владики Ігоря Возьняка, єпископа м. Прато Ґастоне Сімоні (РКЦ), о. Володимира Волошина (УГКЦ, Флоренція та Прато), о. Володимира Війтовича (УГКЦ, церква Положення Пояса Прсв. Богородиці, м. Львів).

## Храмове свято, розклад Богослужінь
Храмове свято церква Положення пояса Пресвятої Богородиці відзначає 13 вересня у день Покладення чесного пояса Пресвятої Богородиці.
У неділю у храмі відбувається 5 богослужінь, чотири ранкові та одне вечірнє. Ранкові Богослужіння у неділю розпочинаються о 7-00, 8-30, 10-00, 12-00, вечірнє — о 18-00. У святкові дні розклад Богослужінь оголошується окремо.

## Архітектура храму
Автором проекту будівництва церкви Положення пояса Пресвятої Богородиці став львівський архітектор Микола Обідняк. 
Храм привертає увагу складним нагромадженням та колізіями простору та форм. Микола Обідняк переосмислив архетипіку історичних форм української церковної архітектури за рахунок увиразнення традиційних просторових засобів побудови нав, бань, світлового середовища храму, додаючи власне бачення та розуміння. Храм став архітектурною домінантою цієї частини Львова.
Храм розраховано на 800, одночасно, відвідувачів. Ще 200 осіб зможуть розміститися на хорах та емпорах.
В архітектурі храму враховано особливості традиційного східнохристиянського стилю в архітектурі. Він має хрестоподібну форму.  П’ятикупольна сакральна споруда (три вищі куполи розміщуватимуться за основною лінією, а два інші — на бічних каплицях тринавної церкви). Висота центрального, найвищого, купола від землі – 42 м. Передбачено в храмі пандусний під’їзд для візочків інвалідів і безпосередньо до вівтаря храму.  Біля храму посаджено багато дерев, триває зведення дзвіниці.

Розписи в храмі виконували митці Асоціації Сакрального Мистецтва під керівництвом Святослава Владики, який також є автором проекту іконостасу та частин інтер'єру церкви.

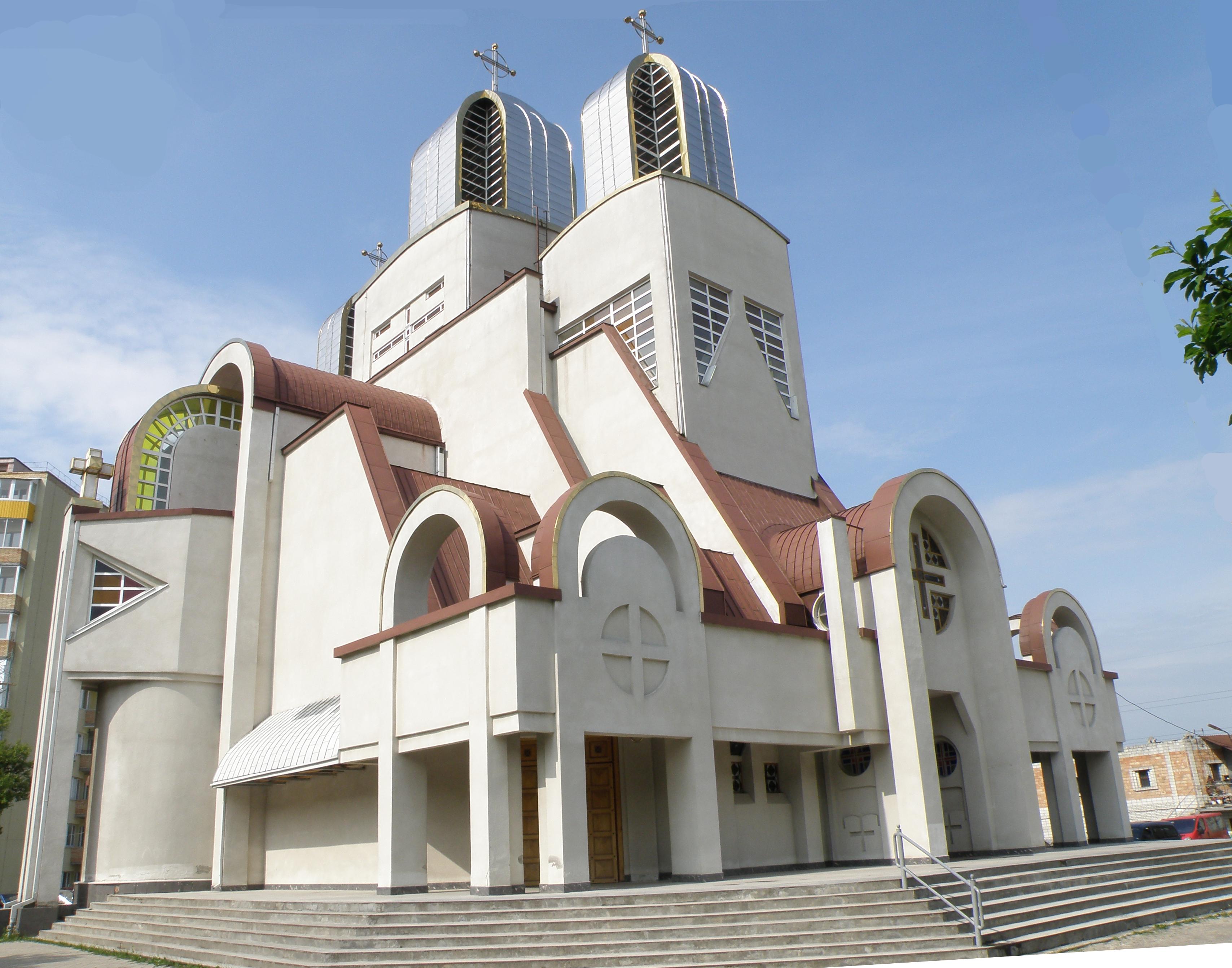
Кутовий вигляд
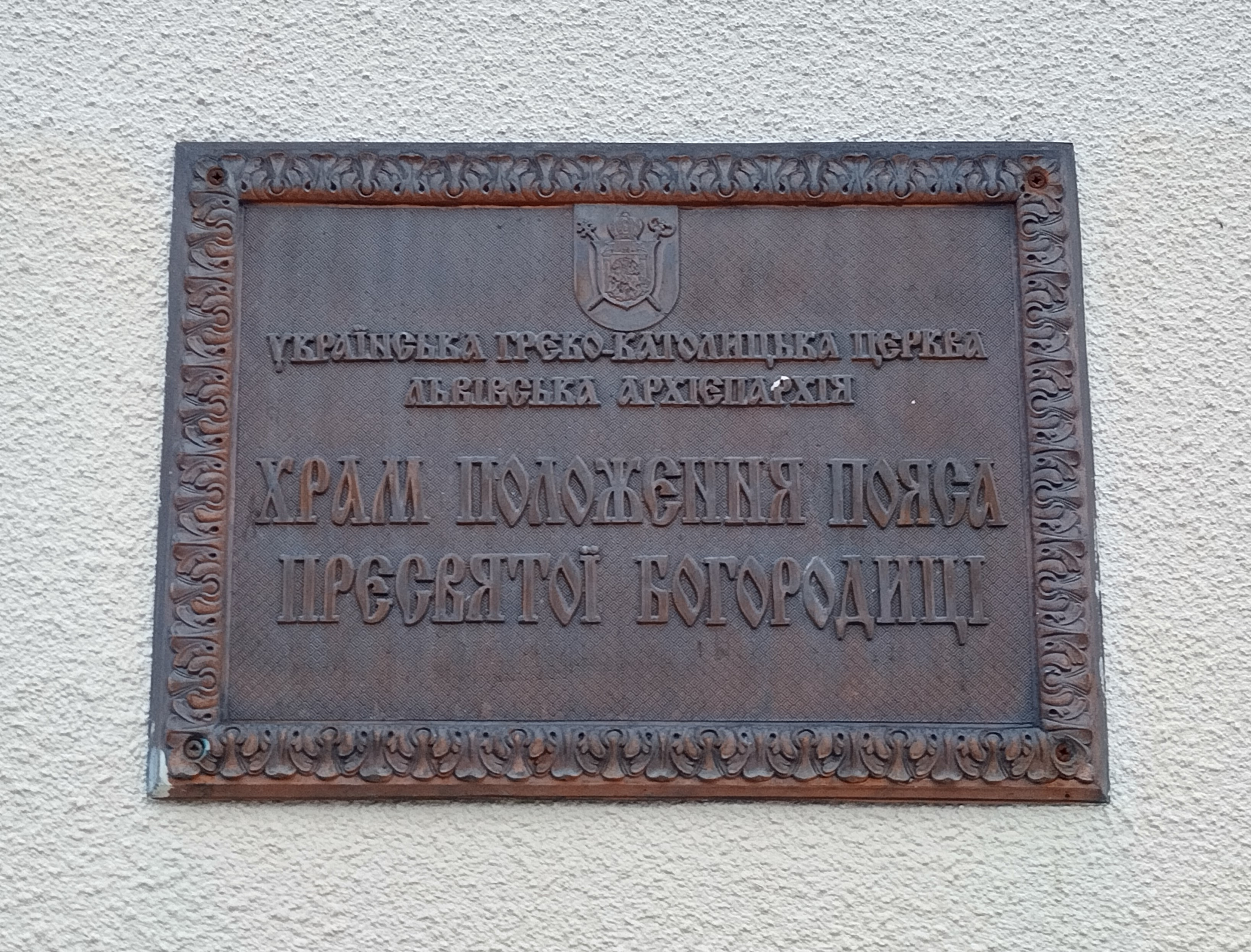
Інформаційна табличка

## Парафія Положення пояса Пресвятої Богородиці
Весною 1992 року о. Степан Гриньків, відвідуючи свого односельчанина Петра Бобака, який проживає по вулиці Городоцькій, 247, висловив думку, що мешканцям мікрорайону потрібно б мати свою церкву. Охочих допомогти було багато. Знайшли місце на майданчику і між СШ № 77 та садочком. Зібралась громада з навколишніх будинків. Був складений лист до міської Ради з проханням дозволити будівництво греко-католицької церкви.
Релігійну громаду греко-католиків зареєстрували 30 вересня 1992 року.
Парафія Положення пояса Пресвятої Богородиці на чолі з отцем Іваном Ковальцем і священиками: о. Михайлом Яцишиним, о. Степаном Яхимцем, о. Володимиром Війтовичем та о. Назарієм проводить активну духовну працю. В районі діють п’ять шкіл, працює чимало дитячих садочків. Щотижня для них відправляється спеціальне Богослужіння. У школах здійснюють катехизацію дітей, вивчають духовні пісні.
При храмі формують бібліотеку духовної літератури.
Також видається часопис спільноти «Молитовна сторожа» парафії Церкви Положення Пояса Пресвятої Богородиці – «Вісник». 
При храмі відкрита недільна школа.